# Convention baptiste du Kenya
La Convention baptiste du Kenya (anglais : Baptist Convention of Kenya) est une association chrétienne évangélique d'églises baptistes au Kenya. Elle est affiliée à l'Alliance baptiste mondiale. Son siège est situé à Nairobi. 

## Histoire
L’union a ses origines dans une mission américaine du Conseil de mission internationale en 1956 à Nairobi. En 1971, la Convention baptiste du Kenya est officiellement fondée. Selon un recensement de l’association, en 2023 elle disait avoir 3,412 églises et 737,000 membres.

## Écoles
Elle a fondé le Kenya Baptist Theological College à Limuru en 1981 .